# Oxazolidine
Oxazolidine is een organische verbinding met als brutoformule C3H7NO.

## Toepassingen
Oxazolidine en diens derivaten paramethadion en trimethadion werden vroeger ingezet als anti-epilepticum. Omwille van de relatief hoge toxiciteit werd dit verboden en vervangen door andere middelen. Oxazolidines werken namelijk in op de signaaloverdracht in de synaps.
Tegenwoordig wordt oxazolidine als microbiocide in smeermiddelen gebruikt.